# Mantle
Mantle (укр. мантія) — це низькорівневе API від AMD Radeon. Його створили для заміни DirectX і OpenGL.

## Переваги
- AMD стверджує, що Mantle може обробляти до десяти разів більше запитів на відображення в секунду, ніж інші API, за рахунок зниження навантаження на процесор.
- Більш точний контроль над  апаратними засобами.
- Всі апаратні можливості надаються через API.
- Можливі нові методи візуалізації.
- Прямий доступ до пам'яті GPU.
- Сумісність з DirectX HLSL для спрощення портування.
- Незалежність розробників ігор від чинних драйверів GPU AMD.
- Спрощення розробки крос-платформених ігор для ПК і консолей (теоретично, всі низькорівневі запити, написані для ПК, будуть зрозумілі новим APU Playstation 4 і Xbox One).
- Приріст продуктивності в порівнянні з більш високорівневими API, такими як і DirectX OpenGL.